# Джалилов, Исам
Исам Джалилов (род. 15 февраля 1923, Карши) — советский хозяйственный, государственный и политический деятель.

## Биография
Родился в 1923 году в Карши. Член КПСС с 1947 года.
Участник Великой Отечественной войны, красноармеец 160-й оптадн 169-й стрелковой дивизии 28-й Армии Сталинградского фронта, красноармеец 371-й отдельной аэродромно-технической роты. С 1945 года — на хозяйственной, общественной и политической работе. В 1945—1990 гг. — секретарь Бешкентской районной газеты, ответственный работник в Кашкадарьинской области, секретарь Яккабагского райкома КП Узбекистана, первый секретарь Каршинского горкома КП Узбекистана, председатель Кашкадарьинского облисполкома, председатель Джизакского облисполкома, редактор газеты «Степной край» Каршистроя, председатель Совета ветеранов Кашкадарьинской области.
Избирался депутатом Верховного Совета Узбекской ССР 6-го, 7-го и 8-го созывов.
Делегат XXIII и XXIV съездов КПСС.
Умер после 1990 года.